# Rhododendron crenulatum
Rhododendron crenulatum är en ljungväxtart som beskrevs av Hutchinson och Sleum. Rhododendron crenulatum ingår i släktet rododendron, och familjen ljungväxter. Inga underarter finns listade i Catalogue of Life.